# Through the Eyes of Love (album Randy Crawford)
Through the Eyes of Love – dziesiąty album studyjny amerykańskiej piosenkarki jazzowej Randy Crawford, wydany w 1992 roku przez wytwórnię Warner Bros. Records pod numerem katalogowym 7599-26736-1 (Europa). Utrzymany w spokojnym klimacie album wyróżnia się kilkoma utworami takimi jak "Diamante" (w duecie z włoskim piosenkarzem Zucchero), "Who’s Crying Now", "If I Were (In Your Shoes)" i "Shine".

## Spis utworów
| A1. | "Who’s Crying Now" (Jonathan Cain/Steve Perry)                          | 4:32  |
|     |                                                                         |       |
| A2. | "It’s Raining" (Randy Crawford)                                         | 5:07  |
|     |                                                                         |       |
| A3. | "When Love is New" (Randy Crawford/Michael J. Powell)                   | 4:40  |
|     |                                                                         |       |
| A4. | "If I Were (In Your Shoes)" (Barry Coffing/Randy Crawford)              | 3:50  |
|     |                                                                         |       |
| A5. | "Rhythm of Romance" (Richard Feldman/Little Jimmy Scott)                | 4:16  |
|     |                                                                         |       |
| A6. | "Shine" (Rolf Graf)                                                     | 4:56  |
|     |                                                                         |       |
| B1. | "Hold on, Be Strong" (Sami McKinney/Michael O’Hara/Allee Willis)        | 4:05  |
|     |                                                                         |       |
| B2. | "A Lot That You Can Do" (Irmgard Klarmann/Felix Weber)                  | 5:01  |
|     |                                                                         |       |
| B3. | "If You’d Only Believe" (Billie Hughes/Jermaine Jackson/Roxanne Seeman) | 5:17  |
|     |                                                                         |       |
| B4. | "Like the Sun Out of Nowhere" (Randy Crawford/Gino Paoli/Zucchero)      | 3:14  |
|     |                                                                         |       |
| B5. | "Just a Touch" (Randy Crawford/Sadao Watanabe)                          | 3:31  |
|     |                                                                         |       |
| B6. | "Diamante" duet z Zucchero (Francesco De Gregori/Frank Musker/Zucchero) | 4:41  |
|     |                                                                         |       |
|     |                                                                         | 53:10 |
|     |                                                                         |       |

## Pozycje na listach
| Lista 1992                                     | Pozycja |
| ---------------------------------------------- | ------- |
| Lista amerykańska R&B Albums                   | 49      |
| Lista amerykańska Top Contemporary Jazz Albums | 8       |
| Lista holenderska                              | 92      |
| Lista niemiecka                                | 57      |
| Lista norweska                                 | 1       |
| Lista szwajcarska                              | 8       |
| Lista szwedzka                                 | 34      |

## Notowania singli
| Rok  | Singel                  | Notowania                                        | Poz. |
| ---- | ----------------------- | ------------------------------------------------ | ---- |
| 1991 | "Diamante"              | Lista belgijska                                  | 9    |
| 1991 | "Diamante"              | Lista francuska                                  | 39   |
| 1991 | "Diamante"              | Lista niemiecka                                  | 20   |
| 1991 | "Diamante"              | Lista norweska                                   | 7    |
| 1991 | "Diamante"              | Lista szwajcarska                                | 11   |
| 1992 | "Diamante"              | Lista brytyjska Top 40                           | 63   |
| 1992 | "A Lot That You Can Do" | Lista amerykańska Hot R&B/Hip-Hop Singles & Trac | 74   |